# Караманукян, Шаген Левонович
Шаге́н Лево́нович Караманукя́н (арм. Շահեն Կարամանուկյան, 25 июля 1956, Алеппо) — армянский политический и государственный деятель.
- 1979 — окончил факультет востоковедения Ереванского университета. Кандидат исторических наук.
- 1981—1990 — аспирант, затем — научный сотрудник Института востоковедения АН Армянской ССР.
- 1990—1991 — был советником председателя верховного совета Армянской ССР.
- 1991—1997 — руководитель аппарата президента Армении.
- 1997—1998 — министр-руководитель аппарата правительства, министр по оперативным вопросам Армении.
- 1999—2000 — вновь был министром-руководителем аппарата правительства.
- С 2001 — преподаватель факультета востоковедения Ереванского государственного университета.